# 雪莉·桑德伯格
雪莉·卡拉·桑德伯格（英語：Sheryl Kara Sandberg，1969年8月28日—）又译为雪莉兒·卡拉·桑德伯格，生於美國首都華盛頓，猶太人，美国電腦領域精英企业家，现任Facebook首席运营官（2008年-）和第一位女性董事会成员（2012年6月-）。加入Facebook前，桑德伯格曾经担任Google副总裁，负责全球在线销售和运营，她还发起了慈善机构leanin.org。在加入Google前，桑德伯格曾經任职于美国财政部。2012年，她入选《时代》当年的时代百大人物中。著有Lean In: Women, Work, and the Will to Lead等书。

## 早期生活和教育
1969年桑德伯格出生于华盛顿特区，是Adele和Joel Sandberg的三个孩子中最年长的。她的父亲是一名眼科医生，母亲有博士学位，之前曾是法语老师，后来专心照看孩子。她2岁时随家人搬到佛罗里达州北迈阿密海滩生活。随后进入公立学校学习，在班里总是名列前茅。在20世纪80年代，高中时的桑德伯格曾经教过健美操。
1987年，桑德伯格就读于哈佛学院，并于1991年以优异成绩毕业，获得了经济学拉丁文學位榮譽，并被授予John H. Williams奖。在哈佛，经济学家勞倫斯·薩默斯成为了桑德伯格的导师和论文指导教授。萨默斯聘请她做他在世界银行的研究助手，负责处理在印度的麻风病，艾滋病和失明的健康项目。
1993年，她进入哈佛商学院就读，并在1995年，获得她的M.B.A.最高荣誉。

## 职业生涯

### 早期
从商学院毕业后，桑德伯格进入麦肯锡公司担任管理顾问。从1996年至2001年期间，桑德伯格供职于比尔·克林顿政府时期的美国财政部，担任财政部部长勞倫斯·薩默斯的幕僚长。她帮助解决在亚洲金融危机中财政部对发展中世界的债务豁免工作。她于2001年加入Google公司，从2001年11月至2008年3月期间，担任其全球在线销售和运营部门的副总裁，负责Google的广告及出版产品的网上销售，也负责产品与图书搜索的销售业务。

### Facebook
在2007年年底，Facebook的共同创始人和首席执行官马克·扎克伯格在Dan Rosensweig举办的圣诞派对上遇到了桑德伯格，那时她正在考虑去華盛頓郵報公司担任高级管理人员。扎克伯格没有说明要寻找COO，但认为桑德伯格“完美契合”这个角色。在后来于2008年1月举行的瑞士达沃斯世界經濟論壇上他们花了更多的时间来讨论。2008年3月桑德伯格离开Google后Facebook宣布聘请她担任首席运营官。
加入公司后，桑德伯格很快就开始试图找出如何使Facebook盈利。她加入之前，公司“主要兴趣在于建设一个非常酷的网站，他们认为利润也会随之而来。”后来，Facebook的领导层同意依靠广告来盈利。到2010年，Facebook开始盈利。桑德伯格监督公司的商务运作，包括销售，市场营销，业务发展，人力资源，公共政策和通信。
她的高管薪酬在2011财年为300,000美元基础工资加30,491,613的FB股份。她还拥有38,122,000期权和受限制股份（2012年5月中旬价值约14.5亿美元），2022年5月到期。
2012年，她成为第八名Facebook董事会成员（第一位女性成员）。
2022年，雪莉·桑德伯格宣布她将在當年秋季辞去Meta首席运营官一职，但她将會继续留在董事会。2024年1月，她宣布将在当年5月从Meta董事会离任。

## 个人生活
桑德伯格与戴夫·戈德堡在2004年结婚，有两个孩子。戈德堡于2015年在墨西哥意外逝世。

## 荣誉
- 雪莉·桑德伯格入选《福布斯》自2007年开始评选的50位“最具影响力的商业女性”名单。

- 2007年，她排名第29名，是名单中最年轻的女性。
- 2008年，她排名第34名。
- 2009年，她排名第22名。
- 2010年，她排名第16名。

- 2007年，她入选《华尔街日报》的50位“值得关注的女性”名单，排名第19。[32]

- 于2008年在名单上排名第21。

- 2009年，桑德伯格入选《彭博商业周刊》的“25名最具影响力的互联网人物”。[34]

- 2011年，她入选《福布斯》的“世界百名权威女性”，排名第5。[35]

- 2012年，她入选《耶路撒冷邮报》的“世界上50个最有影响力的犹太人”，排名第5。[36]

- 2012年，她被《时代》选入当年的时代百大人物中。[5]

## 其他工作
2008年她为《赫芬顿邮报》写了一篇文章支持她的导师劳伦斯·萨默斯，萨默斯曾因言论冒犯了女性而受到指责。2010年她在犹太社区联合会的商务领导委员会发表主题演讲。2010年12月，桑德伯格发表了一个TED演讲，题为“为什么女性领导者那么少？”2011年5月，桑德伯格在巴纳德学院的毕业典礼上发表演讲。2012年5月桑德伯格在哈佛商学院开学典礼上进行了主题发言。
桑德伯格的第一本书Lean In: Women, Work, and the Will to Lead在2013年出版，这是关于商业领导和发展，政府和企业的领导职务女性缺乏的问题以及女权主义的书籍。

## 书籍作品
- Lean In: Women, Work, and the Will to Lead.  Knopf. 2013. ISBN 978-0385349949

- Option B. ISBN 978-0-7535-4828-8